# Master of Orion II: Battle at Antares
Master of Orion II: Battle at Antares è un videogioco strategico a turni del genere 4X sviluppato dalla Simtex e pubblicato dalla MicroProse il 22 novembre 1996 nel Nord America e il 16 dicembre in Europa per i sistemi MS-DOS e Windows, e sempre nel 1996 per Macintosh. Secondo gioco della serie Master of Orion, è il primo a includere la modalità multigiocatore.

## Modalità di gioco
Il gioco si presenta in maniera assai più complessa rispetto al predecessore, incorporando nuove meccaniche di Master of Magic e al tempo stesso nuove opzioni di gioco:
- invece di un solo pianeta, ogni sistema è in grado di ospitare anche più pianeti abitabili, fino a cinque, e può essere anche conquistato da più di un giocatore; vi è però sempre la possibilità che esistano anche giganti gassosi e campi di asteroidi, non abitabili.
- durante i combattimenti, le navi spaziali possono ora cambiare direzione, e i marine possono abbordare qualsiasi nave.
- ora i pianeti possono essere polverizzati, tramite armi speciali.
- è disponibile un multiplayer fino a otto giocatori.
- oltre alle dieci razze già presenti nel gioco precedente, ne sono state aggiunte tre, ed è pure possibile progettarne una completamente personalizzata.
- ora sono presenti i parametri di cibo, produzione, ricchezza e ricerca scientifica, che il giocatore dovrà gestire personalmente. Le colonie sui pianeti sono dunque gestite nei parametri alimentari, produttivi e scientifici.

Tre sono le condizioni di vittoria: oltre a quella militare e a quella diplomatica già presenti nel predecessore, il giocatore può conseguire la vittoria anche conquistando con successo il pianeta natale degli Antares, trovabile solo attraverso un portale dimensionale. Inoltre, è possibile conquistare il pianeta Orion, sorvegliato da un potente Guardian; la conquista del pianeta non porta automaticamente alla vittoria, ma porta comunque enormi vantaggi, ovvero la potente nave Avenger e varie tecnologie inedite che appartenevano agli Antares.
Mentre si trova in una colonia, il giocatore può cambiarne a suo piacimento la produzione di cibo, industria e ricerca, badando però a non farla ritrovare in una carestia, stagnazione o povertà. Il denaro che si ottiene dalla tassazione è spendibile per accelerare la produzione in certe colonie, ma non per incrementare gli introiti agricoli e scientifici. Vi sono inoltre costi di mantenimento per gli edifici e per una flotta grandissima: le navi usano infatti un certo numero di "punti comando", che aumentano con le basi orbitali, grandi progetti edili per piccole colonie, e le tecnologie di comunicazione in proprio possesso; questo limita dunque l'eccesso libero di navi in possesso delle varie fazioni.
Come per il capitolo precedente, la tecnologia è divisa negli otto rami già ivi presenti, e tutte le armi sono soggette alla miniaturizzazione, che riduce i costi e lo spazio usato man mano che si ricercano le tecnologie correlate. Inoltre, alcune tecnologie donano modifiche per la maggior parte delle armi, che di solito aumentano di una tantum i costi e la grandezza ma migliorano di non poco l'efficacia.
Sempre come per il capitolo precedente, i combattimenti tra le flotte avvengono solo nell'orbita dei sistemi stellari, che sia su un pianeta o sull'orlo del sistema nel caso uno schieramento sia respingendo un blocco stellare (che impedisce quindi ogni rifornimento o rinforzo da altri pianeti) o una sortita militare. Se un qualsiasi pianeta di un qualsiasi sistema viene attaccato, sarà difeso da tutte le navi che si trovano nel sistema, che arriveranno in soccorso della colonia. In generale, ancora allo stesso modo del predecessore, le colonie nemiche possono essere conquistate soltanto con la sconfitta della flotta e dell'esercito terrestre a loro difesa; se però una flotta include dei telepatici, può controllare la colonia mentalmente, a meno che anche i difensori usino i telepatici, lasciando dunque come unica possibilità di conquista l'attacco terrestre, sempre dipendente dalla superiorità numerica e tecnologica, oltre che dei Leader, una novità del gioco. Solitamente, le colonie conquistate hanno scarsa produttività, e presentano una certa probabilità di ribellarsi e riunirsi al precedente possessore; questi fattori però scemano col tempo, e se è inoltre stato usato il controllo mentale, la colonia sarà docile e completamente leale al conquistatore.
Parlando di Leader, il giocatore può assumere dei personaggi tramite degli eventi casuali, ad un certo prezzo e solitamente tramite un salario annuale. Il giocatore può avere in panchina quattro amministratori, che migliorano le condizioni di tutte le colonie del sistema a loro assegnato, e quattro capi flotta, che migliorano dunque l'efficacia e a volte anche la velocità delle navi. Alcuni leader ricoprono entrambi i ruoli, migliorando anche le truppe terrestri sotto il loro comando, o contribuendo direttamente alle finanze del giocatore, o ancora attraendo altri leader a un ridotto costo d'assunzione.
Oltre alle tredici razze presenti nel gioco, vi è anche la possibilità di crearne una personalizzata, da alcuni ritenuta un elemento cruciale nella strategia. In questa modalità di creazione si parte con dieci punti, utilizzabili per scegliere i tratti che coinvolgono il campo agricolo, industriale, scientifico, finanziario, militare e dello spionaggio, o anche tratti speciali come le forme di governo: i punti diminuiscono scegliendo dei tratti che avvantaggiano la nuova razza, mentre aumentano attivando degli svantaggi, massimo dieci. Queste sono le forme di governo:
- la Dittatura è la forma di governo più comune, in quanto già presente in molte razze, e apporta bonus e penalità di poco conto ma comunque appropriate. Le spie sono più efficaci del 10%, mentre il morale di ogni pianeta soffre del 20% a meno che non vi siano Caserme della Marine o Caserme Corazzate. La Dittatura può trasformarsi in un Imperium, che accelera l'assimilazione delle colonie conquistate, porta al 20% il bonus difensivo delle spie, e aumenta del 50% il limite massimo di Comando.
- la Democrazia, ispirata più al governo statunitense che a quello greco antico, apporta grandi vantaggi nella ricerca e negli introiti finanziari, ma è assai vulnerabile allo spionaggio e ai sabotatori; i giocatori che la seguono non possono distruggere i pianeti conquistati, ma hanno la maggiore velocità d'assimilazione. La Democrazia si può evolvere in una Federazione, che accelera ulteriormente l'assimilazione delle colonie conquistate e aumenta gli introiti industriali e finanziari.
- l'Unificazione apporta vantaggi agricoli e industriali, con un miglioramento del 50%, e notevoli difese contro le spie, ma hanno poco morale, e l'assimilazione è molto lenta. Non hanno bisogno di una capitale, e se il loro mondo principale cade, sono immuni a qualunque tipo di anarchia, anche minore. L'Unificazione può evolversi in un'Unificazione Galattica, che accelera il tasso di assimilazione delle colonie conquistate e aumenta i bonus produttivi.
- il Feudalesimo diminuisce i costi delle costruzioni delle navi, a scapito però di una scarsa velocità di ricerca. Il morale di ogni pianeta soffre del 20% a meno che non vi siano Caserme della Marine o Caserme Corazzate, e non essendoci alcuna lealtà al governo centrale, in quanto i baroni locali intendono sempre ottenere il potere a qualunque mezzo, le popolazioni feudali sono assimilate all'istante se conquistate. La forma evoluta è la Confederazione, che riduce a un terzo i costi di produzione delle navi, e annulla l'assimilazione istantanea subita dalla popolazione dei conquistati.

### Razze giocabili
Il gioco include tutte le dieci razze del predecessore, più altre tre aggiuntive (gli Eleriani, gli Gnolam e i Trilariani) e quella personalizzata.
- Gli Alkari ottengono un bonus del 40% nella difesa delle astronavi, ed essendo un tempo una colonia del potente impero di Orion, i loro antichi artefatti donano loro un bonus nella ricerca. Adottano la Dittatura.
- I Bulrathi possiedono una forza sovrumana, in quanto sviluppatisi su un pianeta ad alta gravità, e dunque possono colonizzare senza problemi pianeti con tale attributo. Il loro attacco aumenta del 10% per l'esercito terrestre, e di 20 punti per le navi. Adottano la Dittatura.
- Una razza non meno enigmatica degli Antares, i mutaforma quasi umanoidi Darklok hanno il 20% di chance in più di riuscita in una missione qualsiasi per le spie. Il loro vantaggio scientifico li rende inoltre in grado di rendere le loro navi invisibili al lungo raggio. Adottano la Dittatura.
- La razza guerriera umanoide degli Eleriani è matriarcale, e solo alle donne è permesso di unirsi all'esercito, dove ottengono il miglior addestramento possibile, il che dona alle loro navi un bonus del 20% in attacco e del 25% in difesa. I maschi, intanto, sono ottimi telepati, essendo dediti per tutta la vita alla meditazione, e anche grazie a questo conoscono ogni angolo della galassia, inclusi i movimenti e le destinazioni dei loro rivali, e le loro navi possono immediatamente usare le navi nemiche catturate in combattimento. Il loro governo è un Feudalesimo, dove solo le caste guerriere ottengono una posizione di potere.
- Gli Gnolam, un popolo simili a nani, sono una società cresciuta in un mondo a bassa gravità (il che dona loro un malus del 10% per l'esercito terrestre). Essendo dediti quasi esclusivamente al commercio e al denaro, sono dunque ottimi commercianti e ricevono maggiori benefici dai trattati commerciali e maggiori introiti dal cibo e dai beni in eccesso, e inoltre ogni unità di popolazione gnolam genera un credito aggiuntivo al turno. Adottano la Dittatura, e in qualche modo riescono sempre ad evitare le conseguenze dei disastri naturali casuali.
- Gli Umani ottengono un bonus del 50% nei loro atti diplomatici, e la loro diversità culturale li permette di assimilare le colonie conquistate e attirare leader mercenari con facilità. Sono una Democrazia Carismatica.
- Gli insettoidi Klackon, nati su un pianeta di grandi dimensioni, agiscono come se fossero un alveare: il loro sistema di comunicazioni è rapido ed efficiente, e la popolazione è completamente soddisfatta; la loro collaborazione li rende molto industriosi, producendo così un'unità di cibo e una di minerali in più rispetto al normale. Dato che i Klackon comunicano, pensano e operano virtualmente come fossero un unico essere, e ognuno lavora per il bene di tutti, questo li rende una coscienza condivisa, e dunque adottano il governo Unificazione, la quale può evolversi in un'Unificazione Galattica, e che dona un bonus del 15% alle spie e azzera il bisogno di una Capitale. Tuttavia, lo svantaggio di pensare come una cosa sola li rende Non Creativi, il che danneggia la ricerca scientifica.
- I Meklar, fisicamente deboli e dipendenti da un esoscheletro cibernetico, consumano ad ogni turno mezza unità di minerali e mezza di cibo, e ogni abitante produce due unità di produzione bonus al prezzo di una, rendendo i Mekler ideali per l'industria. Sono una Dittatura ovviamente Cibernetica.
- I felinoidi Mrrshan si affidano ai loro riflessi, grazie ai quali le navi hanno il 50% di possibilità in più di colpire il bersaglio. Inoltre, ogni colonia controllata aumenta di due punti il limite massimo di Comando. Nonostante il loro mondo ricco di minerali, però, soltanto una società basata sulle gerarchie ha permesso ai Mrrshan di controllare i loro istinti felini, e dunque sono incapaci di progredire oltre la Dittatura, e l'Imperium suo successore, nella quale si trovano.
- I brillanti Psilon producono due punti ricerca aggiuntivi rispetto alla norma, e la loro creatività li porta a ignorare ogni limite scientifico, rendendo quindi disponibili tutte le tecnologie. Essendo però cresciuti su un pianeta a bassa gravità, per quanto grande sia, sono il 10% più deboli nel combattimento terrestre, e inoltre le loro frequenti dispute li rendono incapaci di adottare un governo migliore di una Dittatura.
- I rettiloidi Sakkra possiedono notevoli capacità di rigenerazione, il che contribuisce alla doppia riproduzione demografica rispetto al normale, aiutata da un notevole bonus di produzione alimentare; per sostenere questa vertiginosa crescita demografica, persino sul loro grande pianeta natale, i Sakkra hanno adottato uno stile di vita parzialmente sotterraneo, il che aumenta il limite massimo della popolazione planetaria, oltre che a donare un bonus difensivo del 10% all'esercito terrestre. Il loro stile di vita, seppur sostenuto da un Feudalesimo, non è però ben agiato, e le loro spie ricevono un malus del 10%.
- I Silicoidi sono l'unica forma di vita cristallina senziente a noi nota, e sono litovori, ossia si nutrono di minerali e non di cibo. Sono tolleranti nei confronti dell'ambiente, e quindi possono sostenere un maggior limite di popolazione su praticamente ogni tipo di pianeta, oltre che immuni all'inquinamento, rendendo quindi superfluo ogni sforzo produttivo nel ripulire le scorie; la loro chimica insolita consente inoltre loro di comunicare con le altre razze, seppur da loro considerati rivoltanti. La loro riproduzione è però dimezzata rispetto alle altre razze. Adottano la Dittatura.
- La razza acquatica dei Trilariani è immune a ogni penalità associata ai mondi oceanici e paludosi. Si narra, inoltre, che fossero discendenti di una colonia Antares perduta; che sia vero o falso, i Trilariani sono Trans-Dimensionali, e le loro navi possono quindi muoversi di stella in stella senza bisogno dei motori FTL (ma vanno ancor più veloci con essi), e possiedono anche un bonus di 2 punti velocità nei viaggi interstellari e 4 nei combattimenti. La loro forma di governo è la Dittatura.

## Accoglienza

### Vendite
Master of Orion II è arrivato decimo nella classifica dei giochi più venduti nel novembre 1996 di PC Data. È rimasto nella Top 20 nei due mesi successivi, rispettivamente al 17º e al 20º posto. A metà gennaio 1997, il gioco ha veduto 200 000 copie in tutto il mondo.

### Critica
| Testata                            | Versione | Giudizio |
| ---------------------------------- | -------- | -------- |
| GameRankings (media al 09-12-2019) | PC       | 82.80%   |
| Metacritic (media al 29-07-2020)   | PC       | 84%      |
| GameSpot                           | PC       | 8.7/10   |
| Strategy Plus                      | PC       | [ 7 ]    |
| Gamer's Zone                       | PC       | 3/5      |
| Macworld                           | Mac      | [ 9 ]    |
| Next Generation                    | PC       | [ 10 ]   |

Master of Orion II ha ricevuto un'accoglienza favorevole, e ha il vinto il premio Origins Award come Miglior Gioco Fantasy o Fantascientifico per Computer del 1996.